# Jordan Knight
Jordan Nathaniel Marcel Knight (Boston, Massachusetts, 17 de mayo de 1970), más conocido como Jordan Knight, es un cantautor estadounidense, reconocido por ser el líder vocalista del grupo New Kids on the Block (NKOTB) y actor que llegó a la fama entre fines de la década de 1980 y comienzos de la de 1990.
Es conocido por su distintivo falsetto, influenciado por The Stylistics. Después de que los New Kids on the Block se separaran, Jordan continuó su carrera como solista y ha lanzado siete sencillos. Su sencillo más famoso es «Give It To You» (#10 en las listas del Hot 100), pero desde entonces no ha vuelto a alcanzar el Hot 100. Tiene 4 álbumes de estudio, un álbum de remixes y un álbum de extended play. En 2011, lanzó un nuevo álbum de estudio titulado Unfinished. Como compositor, en 1990 escribió «I'll Be Your Everything» para Tommy Page, sencillo que alcanzó la posición #1 en el Billboard Hot 100 y alcanzó la certificación de oro por la RIAA.
Es el hermano menor de Jonathan Knight, también miembro de NKOTB.

## Biografía
Jordan Knight es el hijo más joven de Allan Knight y Marlene Putman. Sus hermanos mayores se llaman David, Sharon, Allison, Chris y Jonathan. Jordan declaró en su sitio web que a causa de que sus padres son canadienses, tuvo doble nacionalidad hasta que cumplió 18 años y eligió ser ciudadano estadounidense.

## Vida personal
Knight se casó con Evelyn Melendez en 2004 con la que tiene dos hijos. Vive en Milton, Massachusetts.

## Carrera musical

### 1970-1984: Primeros años
Jordan Knight nació en Worcester (Massachusetts) el 17 de mayo de 1970, aunque vivió toda su infancia y parte de su adolescencia en el barrio bostoniano de Dorchester. Es el menor de 6 hijos: Allison, Sharon, David, Christopher y Jonathan. Jordan era un bailarín local de break-dance antes de unirse a los New Kids on the Block en 1984. Sus amigos de la escuela eran Donnie Wahlberg, Jamie Kelly, Mark Wahlberg y Danny Wood con quienes formaría un grupo de Pop y R&B.

### 1984-1994: New Kids on the Block

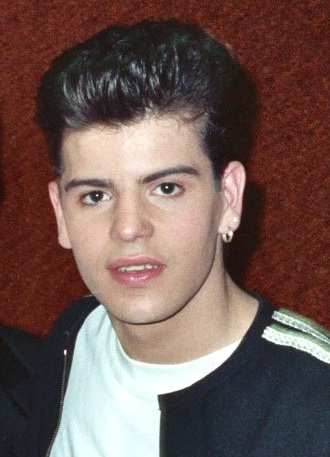
Jordan Knight en los Premios Grammy en 1990.

A la edad de 14 años, Jordan y su hermano Jonathan (dos años mayor) ingresaron a los New Kids on the Block, invitados por Maurice Starr y Donnie Wahlberg. El grupo fue formado por el productor Maurice Starr. Los otros 3 miembros eran sus amigos Donnie Wahlberg, Danny Wood y Joey McIntyre. Durante los siguientes años, Jordan se empezó a enseñar a sí mismo a tocar el piano y a escribir canciones. Maurice Starr, el productor de New Kids on the Block, quién también escribió muchas canciones de los New Kids, se negó a agregar el trabajo de los chicos para los álbumes del grupo. En 1986, los New Kids lanzan su primer álbum homónimo. El grupo tuvo 3 canciones que llegaron al #1 en las listas del Billboard Hot 100, del álbum Hangin' Tough: "I'll Be Loving You" y "Hangin' Tough" y del álbum Step by Step: "Step by Step". El álbum Step by Step vendió 19 millones de copias en todo el mundo, convirtiéndose en uno de los álbumes más vendidos y el más vendido del grupo.
Los New Kids on the Block vendieron más de 70 millones de copias en todo el mundo, generaron cientos de millones de dólares en conciertos y prepararon el camino para los siguientes grupos de muchachos como Backstreet Boys y 'N Sync. A mediados de 1994 Jonathan abandonó el grupo y unas semanas después, los New Kids se desintegraron.

### 1999: Debut como solista
Jordan Knight hizo un regreso en 1999, liberando su primer sencillo como solista Give It To You. El sencillo alcanzó el #10 en las listas del Hot 100, recibió un certificado de oro por las ventas de más de 500,000 sencillos y fue nominado en los Premios MTV por el Mejor video de baile, pero perdió ante Livin' La Vida Loca de Ricky Martin. El sencillo también alcanzó el #35 en las listas del Hot Dance Music/Club Play. El álbum titulado Jordan Knight ganó un Premio Aspire Music por el mejor álbum pop masculino. El álbum homónimo de Jordan recibió un certificado de oro por más de 500,000 ventas en Estados Unidos. El álbum alcanzó el #29 en el Billboard 200 y el #6 en el Top Álbumes de Internet. Durante los siguientes años, Knight continuó en giras abriendo conciertos para los Backstreet Boys y 'N Sync y haciendo apariciones en televisión y otros medios.
En julio de 1999, Jordan Knight lanzó el segundo sencillo del álbum, "I Could Never Take the Place of Your Man" (original de Prince). El video musical debutó en Total Request Live el 27 de julio en la posición #10. La canción alcanzó la posición #37 en el Billboard Pop 100 el 2 de octubre de 1999.

### 2003:American Juniors
Knight fue juez del derivaje de American Idol, American Juniors.

### 2004: The Remix Album yThe Surreal Life
Jordan Knight lanzó un álbum de remixes titulado "Jordan Knight Performs New Kids on the Block". En ese mismo año, Jordan fue miembro del elenco de la tercera temporada de las series de VH1, The Surreal Life (La Vida Surrealista), junto con otras celebridades.

### 2005: The Fix
Jordan lanza un álbum de extended play titulado The Fix. El álbum incluye al sencillo "Where is Your Heart Tonight el cual alcanzó el #12 en las listas del Billboard Adult Contemporary. Knight continuó en una extensa gira del 2005 al 2006 para promocionar su extended play, The Fix.

### 2006: Love Songs
En septiembre del 2006, el último álbum de Jordan, Love Songs, fue lanzado por Transcontinental Records. El primer sencillo fue "Say Goodbye", un dueto con Deborah Gibson y alcanzó el #24 en las listas del Billboard Hot Adult Contemporary Tracks.

### 2007:The Surreal Life: Fame Games
Jordan apareció en el derivaje de The Surreal Life, Fame Games para ganar $100,000 USD, pero abandonó las series en el primer episodio a causa de la muerte de su abuela materna.

### 2008-2010: Reunión de los NKOTB

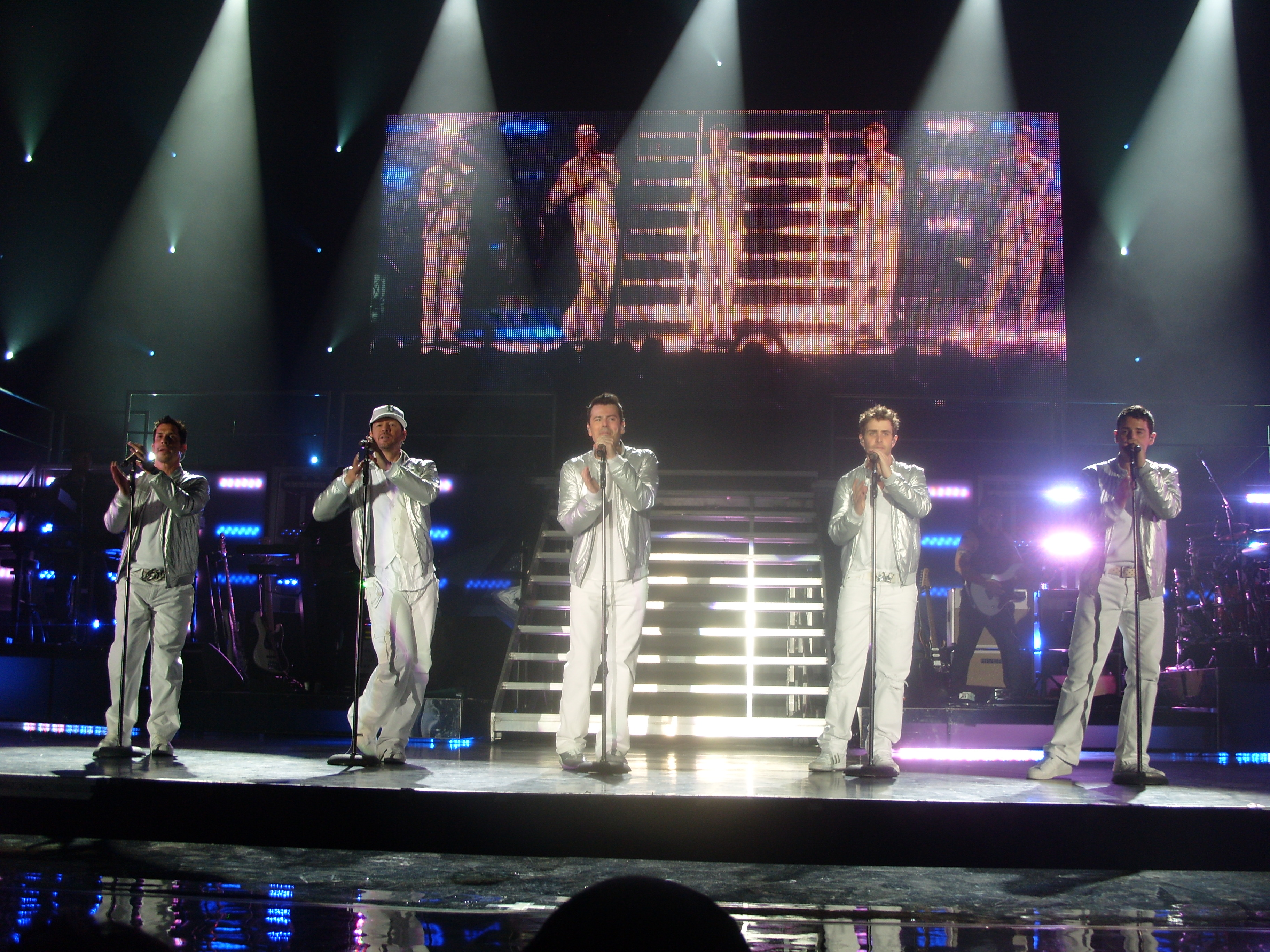
NKOTB en un concierto en enero de 2009.

En abril de 2008, los New Kids on the Block confirmaron a CNN que el grupo se había reunido con planes de grabar nuevas canciones y empezar una gira internacional. Hicieron su primera presentación en más de 14 años en Today's Show donde anunciaron una gira y un nuevo álbum. Al siguiente mes, los New Kids lanzaron su primer sencillo en 14 años, "Summertime" el cual alcanzó el #35 en las listas del Hot 100. El 12 de agosto, lanzaron el segundo sencillo, "Single" con la participación de Ne-Yo, seguido del lanzamiento del álbum titulado "The Block", el cual ha vendido más de 500,000 copias hasta ahora. El álbum debutó en #1 en las listas del Billboard Top Pop Albums y #2 en las listas del Billboard 200 en septiembre del 2008. El 4 de agosto se volvieron a presentar en Today's Show para empezar su gira. Los New Kids han continuado con su gira en Estados Unidos, Canadá y Europa. Los NKOTB iniciaron una gira llamada Full Service Tour en norteámerica, que comenzó el 7 de marzo en Hidalgo, Texas y terminara el 18 de julio en The Woodlands, Texas.
El grupo anunció una gira de conciertos en Australia del 1 al 15 de agosto. La gira fue cancelada. En 2010 iniciaron la gira Casi-NO Tour en Estados Unidos, la cual fue exitosa. Durante esta gira, Jordan volvió a interpretar "Never Let You Go" del álbum Face the Music.

### 2011: Unfinished y "Let's Go Higher"
A finales de 2010, Jordan Knight empezó a grabar un nuevo álbum con Mass Appeal Entertainment, publicado y distribuido por eOne Music, después de 5 años de haber lanzado Love Songs. El nuevo álbum de Jordan, titulado Unfinished fue lanzado el 31 de mayo de 2011. Unfinished alcanzó la posición #48 en el Top 200 Albums y la #8 en la lista de álbumes independientes del Billboard.
El primer sencillo del nuevo álbum, titulado "Let's Go Higher" fue lanzado el 1 de marzo en iTunes.
El video musical de "Let's Go Higher" se estrenó en YouTube el 24 de abril y en AOL Music el 27 de abril.
El segundo sencillo de Unfinished, titulado "Stingy" fue lanzado el 29 de junio. En esta canción Jordan Knight hace una colaboración con su compañero de grupo Donnie Wahlberg. El video musical fue estrenado en YouTube el 27 de julio de 2011.

### 2014: Nick & Knight
En 2014, Jordan hizo dupla con Nick Carter de los Backstreet Boys para grabar y lanzar el álbum Nick & Knight. El álbum fue lanzado el 2 de septiembre, alcanzando la posición #24 en Estados Unidos y la #14 en Canadá. Knight y Carter realizaron una gira de 38 conciertos en Estados Unidos y Canadá, para promocionar el álbum.

## Discografía

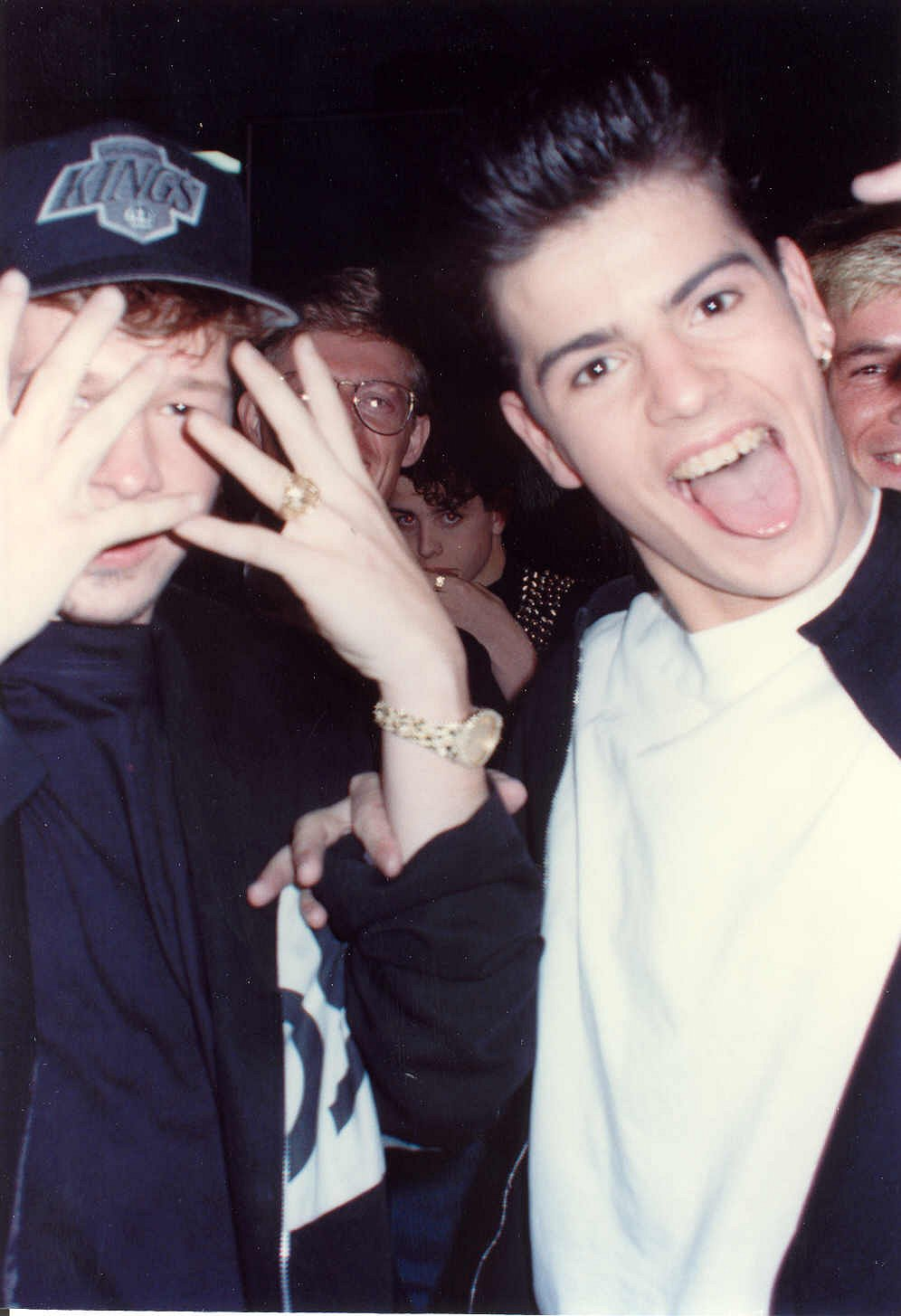
Donnie Wahlberg y Jordan en 1990.

### Álbumes
Con New Kids on the Block:
- 1986: New Kids on the Block
- 1988: Hangin' Tough
- 1989: Merry, Merry Christmas
- 1990: Step by Step
- 1991: No More Games/The Remix Album
- 1994: Face the Music
- 2008: The Block
- 2013: 10
- 2017: Thankful (EP)

Como solista:
- 1999: Jordan Knight EUA: #29[10] / RIAA: Oro[11] (500,000+)
- 2004: Jordan Knights Peforms New Kids on the Block: The Remix Album
- 2005: The Fix (EP)
- 2006: Love Songs
- 2011: Unfinished EUA: #48[12] / CAN: #55[13]
- 2014: Nick & Knight EUA: #24 / CAN: #14

| Año  | Álbum | Máxima posición alcanzada | Máxima posición alcanzada | Máxima posición alcanzada | Máxima posición alcanzada | Certificaciones (umbral de ventas)                               |
| Año  | Álbum | US                        | CAN                       | UK                        | NZ                        | Certificaciones (umbral de ventas)                               |
| ---- | --- | ------------------------- | ------------------------- | ------------------------- | ------------------------- | ---------------------------------------------------------------- |
| 1999 | Jordan Knight - Lanzado: 6 de abril de 1999 - Sello: Interscope Records                                                             | 29                        | —                         | —                         | —                         | - USA: Oro (500,000+) - Canadá: N/A - Ventas mundiales: 1 millón |
| 2004 | Jordan Knight Performs New Kids on the Block: The Remix Album - Lanzado: 30 de marzo de 2004 - Sello: Empire Musicwerks / Universal | —                         | —                         | —                         | —                         | - USA: — - Canadá: — - Ventas mundiales: N/A                     |
| 2005 | The Fix - Lanzado: 11 de octubre de 2005 - Sello: Madacy / Trans Continental                                                        | —                         | —                         | —                         | —                         | - USA: — - Canadá: — - Ventas mundiales: N/A                     |
| 2006 | Love Songs - Lanzado: 12 de septiembre de 2006 - Sello: Trans Continental / Element One                                             | —                         | —                         | —                         | —                         | - USA: — - Canadá: — - Ventas mundiales: N/A                     |
| 2011 | Unfinished - Lanzado: 31 de mayo de 2011 - Sello: eOne Music / Mass Appeal                                                          | 48                        | 55                        | —                         | —                         | - USA: 20,000+ - Canadá: 5,000+ - Ventas mundiales: N/A          |
| 2014 | Nick & Knight - Lanzado: 2 de septiembre de 2014 - Sello: Mass Appeal / BMG Rights Management                                       | 24                        | 14                        | —                         | —                         | - USA: 15,000+ - Canadá: 7,000+ - Ventas mundiales: N/A          |

### Sencillos
- 1999: "Give It To You" U.S. Hot 100: #10[15] / UK: #5[16] / CAN: #11[15] / NZ: #21[17] / AUS: #33[17] / RIAA: Oro[11] (500,000+)
- 1999: "I Could Never Take the Place of Your Man" US Top 40 Mainstream: #37[15]
- 2005: "Where is Your Heart Tonight" U.S. Adult Contemporary: #12[15]
- 2006: "Say Goodbye" (Dueto con Deborah Gibson) U.S. Hot Adult Contemporary Tracks: #24[18]
- 2011: "Let's Go Higher"
- 2011: "Stingy" (feat. Donnie Wahlberg)
- 2014: "One More Time" (con Nick Carter)